# 旺德夫尔站
旺德夫尔站，是法国的一个铁路车站，位于法国城市巴尔斯河畔旺德夫尔境内。

## 位置
旺德夫尔站位于巴尔斯河畔旺德夫尔市区的北部，巴黎－米卢斯铁路198.965公里处，距离特鲁瓦站大约33公里。车站大致呈东西走向，开口朝南。

## 设施
旺德夫尔站设有人工售票窗口，其开放时间如下：
- 周一：7:00~12:00和12:30~15:15
- 周二至周五：8:15~12:00和12:30~15:15
- 周末及节假日：关闭

此外，旺德夫尔站站内还设有自动售票机等设施。站内设有人行天桥可连接对向的站台。

## 停靠线路
以下列车线路在旺德夫尔站停靠：
| 旺德夫尔站列车线路表              |              |          |                |              |
| 线路                              | 车种         | 上一站   | 下一站         | 大致运行频率 |
| 巴黎东站—肖蒙站/屈尔蒙-沙兰德雷站 | 法国城际列车 | 特鲁瓦站 | 奥布河畔巴尔站 | 每天4趟左右  |
| 巴黎东站/特鲁瓦站—第戎城站        | 法国城际列车 | 特鲁瓦站 | 奥布河畔巴尔站 | 每天1趟      |
| 特鲁瓦站—肖蒙站/第戎城站          | TER          | 特鲁瓦站 | 奥布河畔巴尔站 | 每天3趟左右  |
| 1.                                |              |          |                |              |

## 配套交通

### 长途客车
| 停靠旺德夫尔站的大巴车 |                         | |
| 上下车地点             | 运营单位                | 主要线路及目的地 |
| 旺德夫尔站门口         | Les Courriers de l'Aube | - 401线（校车）：布列讷堡、塞纳河畔巴尔                                                                                       |
| 旺德夫尔站门口         | SNCF Car TER            | - 特鲁瓦、蒙托兰、巴尔斯河畔吕西尼、奥布河畔巴尔、肖蒙 - 当沿线铁路线施工或罢工时，SNCF可能也会提供途径该线路沿途站点的大巴车 |
| 1. 2. 3.               |                         | |

### 市内交通
旺德夫尔站附近暂无城市公共交通线路经过。

### 社会车辆
旺德夫尔站门口设有社会车辆停车场。

## 临近车站
| 旺德夫尔站（Gare de Vendeuvre） |                   |                |
| 上行车站                        | 线路              | 下行车站       |
| 特鲁瓦站                        | Paris － Mulhouse | 奥布河畔巴尔站 |
| - 本表仅显示运营中的线路及车站  |                   |                |